# Kateřina Ronovská

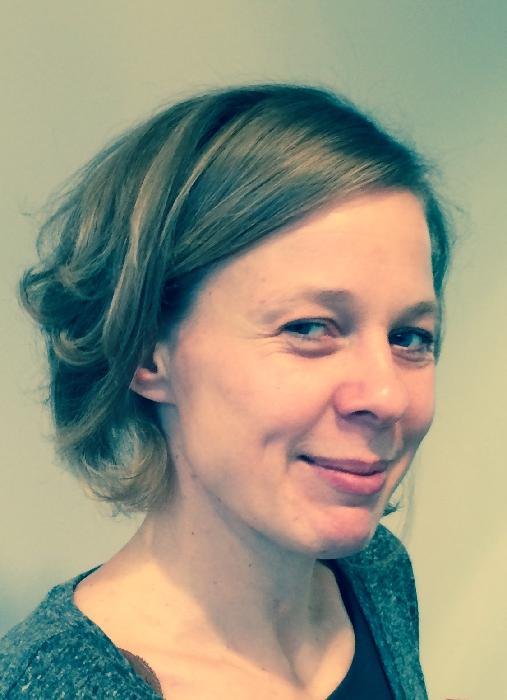
Kateřina Ronovská (2014 oder früher)

Kateřina Ronovská (* 1974 in Brünn) ist eine tschechische Juristin. Seit 2023 ist sie Richterin am Verfassungsgericht der Tschechischen Republik, und eine seiner Vizepräsidentinnen.

## Leben und Wirken
Ronovská studierte Rechtswissenschaft an der Masaryk-Universität. Nach ihrem Abschluss 1999 als JUDr. arbeitete sie am dortigen Institut für Zivilrecht. 2003 wurde sie in Brünn mit einer rechtsvergleichenden Schrift über das tschechische, Schweizer und niederländische Stiftungsrecht zur Dr. iur. promoviert. Anschließend lehrte sie als Assistenzprofessorin weiterhin an der Masaryk-Universität. In dieser Zeit hielt sie sich mehrfach zu Forschungszwecken am Max-Planck-Institut für ausländisches und internationales Privatrecht in Hamburg auf. 2021 schloss sie in Brünn ihre Habilitation ab, woraufhin ihr die Masaryk-Universität den Professorentitel verlieh. In der Folge hatte sie einen ordentlichen Lehrstuhl für Zivilrecht inne und befasste sich wissenschaftlich vor allem mit dem Recht juristischer Personen, vor alle dem Vereinsrecht sowie dem Stiftungs- und Trustrecht im internationalen Vergleich. Von 2022 bis 2023 war sie Mitglied des Rates für Forschung, Entwicklung und Innovation, einem Beratungsorgan der tschechischen Regierung.
Im Juni 2023 wurde sie von Präsident Petr Pavel als Richterin am Verfassungsgericht der Tschechischen Republik vorgeschlagen. Nach Bestätigung durch den tschechischen Senat wurde sie am 4. August 2023 zur Richterin und Vizepräsidentin des Verfassungsgerichtshofs ernannt.